# Solomon Mutai
Solomon Mutai (ur. 22 października 1992 w Bukwo) – ugandyjski lekkoatleta specjalizujący się w biegach długodystansowych.
Podczas mistrzostw świata w Pekinie w 2015 roku zdobył brązowy medal w maratonie.
Medalista mistrzostw Ugandy.

## Osiągnięcia
| Rok  | Impreza                           | Miejsce        | Konkurencja | Lokata      | Wynik   |
| ---- | --------------------------------- | -------------- | ----------- | ----------- | ------- |
| 2012 | Mistrzostwa świata w półmaratonie | Kawarna        | półmaraton  | 21. miejsce | 1:04:21 |
| 2014 | Igrzyska Wspólnoty Narodów        | Glasgow        | maraton     | 4. miejsce  | 2:12:26 |
| 2015 | Mistrzostwa świata                | Pekin          | maraton     | 3. miejsce  | 2:13:30 |
| 2016 | Igrzyska olimpijskie              | Rio de Janeiro | maraton     | 8. miejsce  | 2:11:49 |
| 2017 | Mistrzostwa świata                | Londyn         | maraton     | 11. miejsce | 2:13.29 |
| 2019 | Mistrzostwa świata                | Doha           | maraton     | –           | DNF     |

## Rekordy życiowe
- bieg na 5000 metrów – 13:33,80 (2013)
- półmaraton – 1:01:26 (2012)
- maraton – 2:10:42 (2015)